# 26 декабря
26 декабря — 360-й день года (361-й в високосные годы) по григорианскому календарю.
До конца года остаётся 5 дней.
До 15 октября 1582 года — 26 декабря по юлианскому календарю, с 15 октября 1582 года — 26 декабря по григорианскому календарю.
В XX и XXI веках соответствует 13 декабря по юлианскому календарю.

## Праздники и памятные дни

### Национальные
- Австралия,  Великобритания,  Новая Зеландия,  Канада,  Кирибати,  Науру — День подарков[2][3].
- Словения — День независимости и единства.

### Религиозные
Католицизм
- День святого Стефана[4].

 Православие
- Память мучеников Евстратия, Авксентия, Евгения, Мардария и Ореста (284—305)[7];
- память мученицы Лукии Сиракузской (304);
- память преподобного Аркадия Вяземского и Новоторжского (XI в.);
- память преподобного Мардария, затворника Печерского, в Дальних пещерах (XIII в.);
- память преподобного Арсения Латрийского, игумена (VIII—X в.)[8];
- память святителя Досифея (Барилэ), митрополита Молдавского (1693);
- память священномученика Александра Юзефовича, пресвитера и мученика Иоанна Менькова (1920);
- память священномучеников Владимира Лозины-Лозинского, Александра Поспелова, Иакова Гусева, Алексия Рождественского, Григория Фаддеева, пресвитеров (1937);
- память священномученика Николая Амассийского, пресвитера (1938);
- память священномучеников Емилиана Киреева, Василия Покровского, пресвитеров (1941).

### Именины
- Православные: Аркадий, Арсений, Евгений, Евгения, Анастасия.

## События

### XVIII век
- 1776 — битва за Трентон, в ходе которой американский отряд под предводительством Джорджа Вашингтона сумели принудить гессенский гарнизон к капитуляции.

### XIX век
- 1805 — Подписан Пресбургский мир.
- 1806 — Битвы при Пултуске и Голымине.
- 1811 — пожар в Ричмондском театре, крупнейшее происшествие в США на тот момент.
- 1825 — на престол взошёл император Николай І, во время присяги новому императору в Петербурге на Сенатской площади произошло восстание декабристов.
- 1862 — началось сражение на протоке Чикасоу.
- 1898 — Мария и Пьер Кюри объявили о получении радия.

### XX век
- 1919 — Совнарком РСФСР принимает Декрет «О ликвидации безграмотности в РСФСР». Согласно ему всё население Советской России в возрасте от 8 до 50 лет, не умевшее читать или писать, обязано было учиться грамоте на родном или на русском языке (по желанию).
- 1939 — землетрясение в турецком городе Эрзинджан унесло жизни около 39 тысяч человек.
- 1941 — Великая Отечественная война:
  - началась Керченско-Феодосийская десантная операция;
  - освобождены города Наро-Фоминск и Лихвин.
- 1943 — в Баренцевом море у мыса Нордкап потоплен германский линейный крейсер «Шарнхорст».
- 1946 — в Лас-Вегасе открылся отель «Фламинго», построенный знаменитым гангстером Багси Сигелем. С этого дня началось превращение Лас-Вегаса в мировую столицу игорного бизнеса.
- 1948 — в Венгрии арестован кардинал Йожеф Миндсенти (в 1949 году был приговорён к пожизненному заключению).
- 1968 — основана маоистская Коммунистическая партия Филиппин.
- 1973 — космический корабль «Союз-13» совершил посадку.
- 1974 — запущена космическая станция «Салют-4».

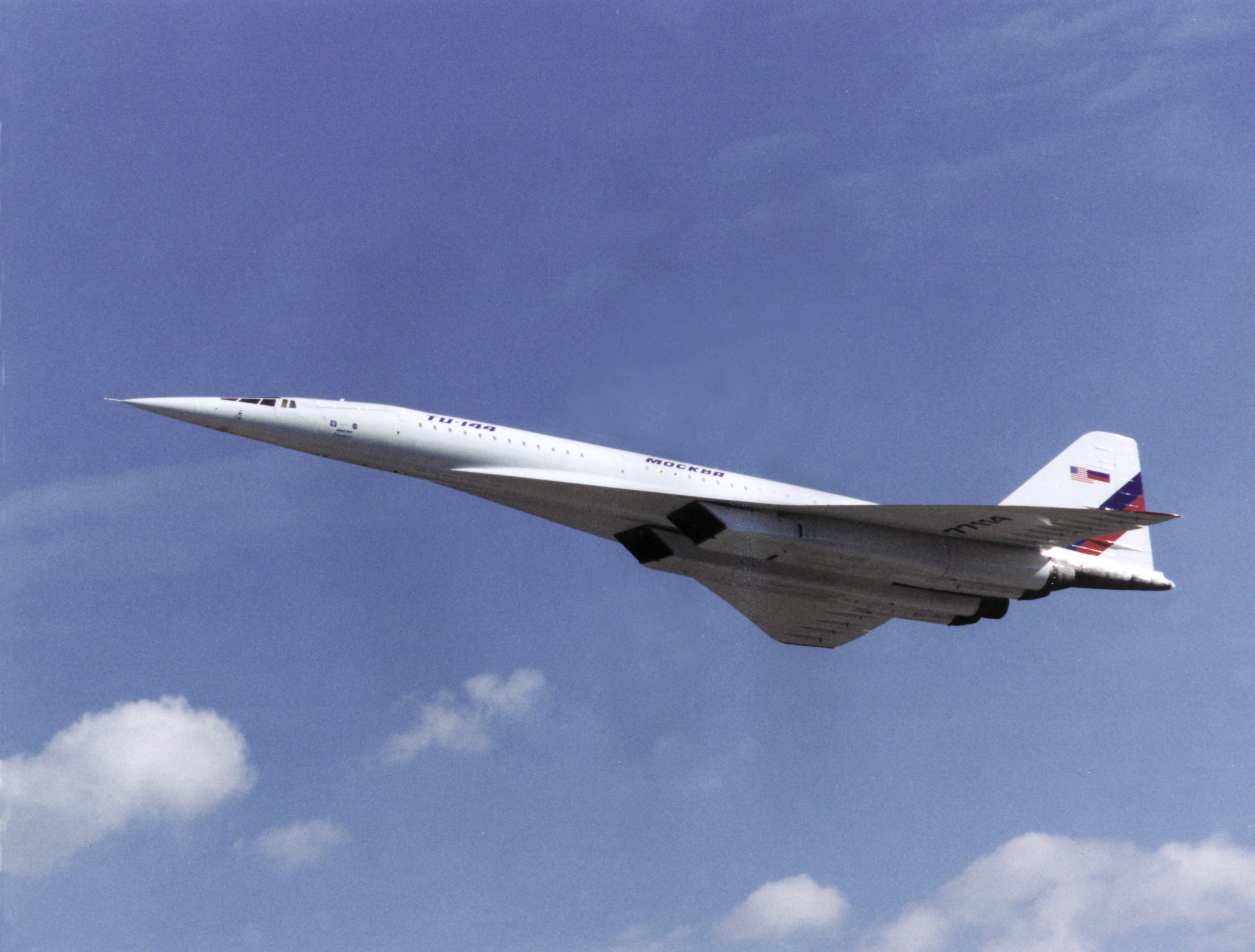
Ту-144

- 1975 — начало эксплуатации советского сверхзвукового пассажирского самолёта Ту-144.
- 1978 — старт первого в истории ралли «Париж — Дакар».
- 1986 — Криворожский скоростной трамвай начал перевозки пассажиров.
- 1987 — открыт Самарский метрополитен.
- 1990 — IV Съезд народных депутатов СССР избрал Г. И. Янаева первым (и последним) в истории вице-президентом СССР.
- 1991 — Совет Республик Верховного Совета СССР принял декларацию о прекращении существования СССР в связи с образованием СНГ.
- 1994 — штурм в Марселе бойцами GIGN угнанного в Алжире самолёта A300.

### XXI век
- 2003 — землетрясение в Баме (Иран) магнитудой 6.7 унесло жизни десятков тысяч человек.
- 2004
  - Землетрясение в Индийском океане магнитудой более 9.0, вызвавшее самое смертоносное цунами в современной истории, погибло более 220 тыс. человек.
  - Оранжевая революция на Украине: переголосование второго тура президентских выборов, победа Виктора Ющенко.
- 2006 — землетрясение в Хенгчуне магнитудой 7.1.
- 2012 — в Китае открыта скоростная железная дорога Пекин — Гуанчжоу.

## Родились
См. также: Категория:Родившиеся 26 декабря

### До XIX века
- 1194 — Фридрих II Гогенштауфен (ум. 1250), император Священной Римской империи (с 1220).
- 1446 — Карл II (ум. 1472), герцог Беррийский, сын короля Франции Карла VII.
- 1581 — Филипп III (ум. 1643), ландграф Гессен-Буцбаха.
- 1618 — Елизавета Богемская (ум. 1680), немецкая принцесса, дочь Фридриха V.
- 1664 — Иоганн Мельхиор Динглингер (ум. 1731), немецкий ювелир эпохи барокко.
- 1716 — Томас Грей (ум. 1771), английский поэт-сентименталист.
- 1769 — Эрнст Мориц Арндт (ум. 1860), немецкий писатель и государственный деятель.
- 1780 — Евгения Колосова (ум. 1869), русская пантомимная танцовщица, балерина.
- 1791 — Чарльз Бэббидж (ум. 1871), британский математик, изобретатель первой аналитической вычислительной машины.

### XIX век
- 1803 — Фридрих Крейцвальд (ум. 1882), писатель, фольклорист, просветитель, зачинатель эстонской литературы.
- 1845 — Николай Златовратский (ум. 1911), русский писатель.
- 1853 — Вильгельм Дёрпфельд (ум. 1940), немецкий архитектор и археолог, исследователь древней архитектуры.
- 1862
  - Александр Амфитеатров (ум. 1938), русский писатель, публицист, литературный и театральный критик.
  - Семён Надсон (ум. 1887), русский поэт.
- 1869
  - Генрих Графтио (ум. 1949), российский инженер-энергетик, строитель первых советских ГЭС, академик АН СССР.
  - Моисей Наппельбаум (ум. 1958), выдающийся российский и советский фотомастер.
- 1879 — Армен Тигранян (ум. 1950), армянский советский композитор, хоровой дирижёр, педагог.
- 1891 — Генри Миллер (ум. 1980), американский писатель и художник.
- 1892 — Эмиль Кроткий (наст. имя Эммануил Герман; ум. 1963), российский и советский прозаик, поэт, сатирик, фельетонист.
- 1889 — Владимир Соколов (ум. 1962), немецкий и американский актёр театра и кино.
- 1893 — Мао Цзэдун (ум. 1976), вождь социалистической революции в Китае, основатель и председатель Китайской Народной Республики, председатель Компартии Китая (1943—1976).
- 1894 — Владимир Стржижевский (погиб в 1940), российский военный лётчик-ас Первой мировой войны, гражданский пилот Королевства Югославии.
- 1900 — Йонас Марцинкявичюс (ум. 1953), литовский и советский писатель-прозаик, поэт, драматург, журналист.

### XX век
- 1903 — Лев Миров (ум. 1983), эстрадный артист, актёр и конферансье, народный артист РСФСР.
- 1904 — Алехо Карпентьер (ум. 1980), кубинский писатель, журналист, музыкант, музыковед.
- 1905 — Николай Виноградов (ум. 1979), советский военно-морской деятель, адмирал.
- 1920 — Ядгар Насриддинова (ум. 2006), советский партийный и государственный деятель.
- 1922 — Виктор Садовский (ум. 1997), советский кинорежиссёр и сценарист.
- 1926
  - Хина Пельон (ум. 2014), кубинская художница и поэтесса.
  - Екатерина Савинова (покончила с собой в 1970), актриса, заслуженная артистка РСФСР.
- 1928 — Мартин Купер, американский инженер и физик, изобретатель мобильного телефона.
- 1930 — Александр Лебедев (ум. 2012), российский и советский актёр театра и кино.
- 1932 — Роальд Сагдеев, советский и американский физик, академик АН СССР и РАН.
- 1935
  - Бэлла Куркова (ум. 2023), советская и российская тележурналистка.
  - Норм Ульман, канадский хоккеист, член Зала хоккейной славы.
- 1939
  - Фред Скеписи, австралийский кинорежиссёр, сценарист, продюсер.
  - Фил Спектор (ум. 2021), американский музыкальный продюсер.
- 1940 — Марк Пекарский, российский музыкант-перкуссионист, дирижёр, руководитель ансамбля.
- 1943 — Валерий Приёмыхов (ум. 2000), советский и российский актёр театра и кино, кинорежиссёр, сценарист, писатель.
- 1949 — Михаил Боярский, актёр театра и кино, певец, народный артист РСФСР.
- 1963 — Ларс Ульрих, американский барабанщик, продюсер и актёр датского происхождения, один из основателей группы Metallica.
- 1964 — Евгения Добровольская (ум. 2025), советская и российская актриса театра и кино, народная артистка РФ.
- 1965 — Надя Дажани, американская актриса кино и телевидения.
- 1966
  - Николай Козак, советский и российский актёр театра и кино.
  - Сандра Тейлор (при рожд. Сандра Лиза Корн), американская модель и актриса.
- 1968 — Триша Ли Фишер, американская актриса кино и телевидения, певица.
- 1971
  - Джаред Лето, американский рок-музыкант и актёр, вокалист группы Thirty Seconds to Mars.
  - Татьяна Сорокко (при рожд. Илюшкина), российская и американская манекенщица, фотомодель, модный критик.
- 1975 — Марсело Риос, чилийский теннисист, бывшая первая ракетка мира.
- 1979 — Дмитрий Васильев, российский прыгун на лыжах с трамплина.
- 1982 — Аксель Лунд Свиндаль, норвежский горнолыжник, двукратный олимпийский чемпион, 5-кратный чемпион мира.
- 1985 — Бет Берс, американская актриса.
- 1986
  - Уго Льорис, французский футболист, вратарь, чемпион мира (2018), рекордсмен сборной по сыгранным матчам.
  - Кит Харингтон, английский актёр театра, кино и телевидения («Игра престолов» и др.).
- 1989
  - Йохан Блейк, ямайский спринтер, двукратный олимпийский чемпион в эстафетах.
  - Томаш Кундратек, чешский хоккеист, чемпион мира (2024).
- 1990
  - Аарон Рэмзи, валлийский футболист.
  - Денис Черышев, российский и испанский футболист.
- 1993 — Эспен Бьёрнстад, норвежский двоеборец, олимпийский чемпион (2022), двукратный чемпион мира.
- 1994 — Саманта Боскарино, американская актриса кино и телевидения, певица.
- 1997 — Тамара Зиданшек, словенская теннисистка.

## Скончались
См. также: Категория:Умершие 26 декабря

### До XIX века
- 1530 — Захиреддин Мухаммед Бабур (р. 1483), узбекский и индийский правитель, основатель государства Великих Моголов.
- 1624 — Симон Мариус (р. 1573), немецкий астроном.
- 1771 — Клод Адриан Гельвеций (р. 1715), французский философ.
- 1797 — Джон Уилкс (р. 1727), британский журналист, публицист, политик-реформатор, мэр Лондона.

### XIX век
- 1806 — убит Жак Маргерит Этьен де Форнье де Фенероль (р. 1761), французский генерал, участник наполеоновских войн.
- 1820 — Жозеф Фуше (р. 1759), французский политический и государственный деятель.
- 1825 — граф Михаил Милорадович (р. 1771), российский генерал, участник войн с Наполеоном, градоначальник Петербурга.
- 1831 — Иоганн Мария Филипп Фримон (р. 1759), австрийский генерал от кавалерии, правитель Ломбардии и Венеции, председатель военного совета Австрийской империи.
- 1869 — Жан Луи Мари Пуазёйль (р. 1799), французский врач, физиолог и физик.
- 1889 — Лев Боровиковский (р. 1806), украинский поэт, баснописец, переводчик, реформатор системы стихосложения.
- 1890 — Генрих Шлиман (р. 1822), немецкий археолог.

### XX век
- 1908 — Антон Будилович (р. 1846), русский филолог, популяризатор славянофильских идей.
- 1916 — Янис Розенталс (р. 1866), латышский художник.
- 1918 — Герман Лопатин (р. 1845), русский революционер-народник, один из первых переводчиков «Капитала» К. Маркса на русский язык.
- 1923 — Дитрих Эккарт (р. 1868), немецкий журналист, драматург, поэт и политик.
- 1931 — Мелвил Дьюи (р. 1851), американский библиотекарь и библиограф.
- 1933
  - Эдуард Вильде (р. 1865), эстонский писатель, драматург, журналист.
  - Анатолий Луначарский (р. 1875), советский политик и общественный деятель, писатель, искусствовед, академик.
  - Генри Уотсон Фаулер (р. 1858), английский педагог, лексикограф, исследователь английского языка.
- 1944 — Лев Щерба (р. 1880), российский и советский лингвист, академик АН СССР.
- 1960 — Александр Гадд (р. 1875), российский контр-адмирал.
- 1961 — Александр Титов (р. 1878), русский химик и политик, создатель антисоветского «Союза возрождения России».
- 1972 — Гарри Трумэн (р. 1884), 33-й президент США (1945—1953).
- 1976
  - Леонид Беда (р. 1920), лётчик-штурмовик, генерал-лейтенант авиации, дважды Герой Советского Союза.
  - Дмитрий Кленовский (р. 1893), русский поэт-эмигрант.
- 1977 — Говард Хоукс (р. 1896), американский кинорежиссёр, сценарист и продюсер, обладатель премии «Оскар».
- 1979 — Владимир Сафронов (р. 1934), советский боксёр, олимпийский чемпион (1956).
- 1980 — Алексей Эйбоженко (р. 1934), советский актёр театра и кино.
- 1985 — убита Дайан Фосси (р. 1932), американская женщина-зоолог, изучавшая горилл.
- 1986 — Василий Чхаидзе (р. 1905), грузинский советский актёр театра и кино.
- 1988 — Херлуф Бидструп (р. 1912), датский художник-карикатурист.
- 1991 — Марк Карновский (р. 1912), советский специалист в области акустики.
- 1993 — Мелитон Кантария (р. 1920), один из советских солдат, водрузивших Знамя Победы на крыше здания Рейхстага, Герой Советского Союза.
- 1994 — Силва Кошчина (р. 1933), итальянская киноактриса югославского происхождения.
- 1997 — Джахит Арф (р. 1910), турецкий математик.
- 1999 — Кёртис Мейфилд (р. 1942), американский музыкант, соул-певец, автор песен.
- 2000 — Джейсон Робардс (р. 1922), американский актёр, обладатель двух премий «Оскар» и др. наград.

### XXI век
- 2002 — Леонид Вышеславский (р. 1914), советский и украинский поэт, литературовед, переводчик.
- 2003 — Иван Петров (наст. фамилия Краузе; р. 1920), оперный певец (бас), актёр, педагог, публицист, народный артист СССР.
- 2005 — Виктор Степанов (р. 1947), советский, российский и украинский актёр театра и кино (главная роль в фильме «Михайло Ломоносов»).
- 2006 — Натан Злотников (р. 1934), советский и российский поэт и переводчик.
- 2007 — Нина Меньшикова (р. 1928), советская и российская киноактриса, народная артистка РСФСР.
- 2009
  - Дмитрий Персин (р. 1963), российский актёр театра и кино, певец, композитор.
  - Ив Роше (р. 1930), французский промышленник, основатель косметической компании Yves Rocher.
- 2010 — Сальвадор Хорхе Бланко (р. 1926), доминиканский политик, президент Доминиканской Республики (1982—1986).
- 2011
  - Киёнори Кикутакэ (р. 1928), японский архитектор, один из основоположников движения метаболистов.
  - Сэм Риверс (р. 1923), американский джазовый музыкант, композитор и бэнд-лидер.
- 2015 — Виль Головко (р. 1932), артист цирка, режиссёр, педагог, народный артист СССР.
- 2019 — Галина Волчек (р. 1932), актриса театра и кино, театральный режиссёр, педагог, народная артистка СССР.
- 2020 — Джордж Блейк (р. 1922), крупнейший советский разведчик, до этого офицер MI6.
- 2024 — Манмохан Сингх (р. 1932), индийский государственный и политический деятель, 14-й премьер-министр Индии (2004—2014).

## Народный календарь и приметы
- Евстрат.
- Каков будет этот день, таков будет и январь. «Коли Евстрат солнышку рад — то и январь будет ясным и морозным».
- С Евстрата наблюдают за погодой в течение 12 суток, считая, что каждый день показывает погоду целого месяца следующего года[9].
- В старину верили, что в этот день нечисть на мётлах летает, солнце замести пытается: поднимает вихри и гонит этими вихрями солнце светозарнее в чертоги, где бы оно почивало, стыло бы и о роде людском не пеклось. Потому голик (вытертый, с обитыми листьями веник, которым метут избы), что прежде на крыльце лежал, в сени заносили, чтоб нечисть его не прибрала к рукам[10].
- На Евстратия хозяйка втыкала серп, а хозяин вклинивал топор в порог. Это должно было защитить дом от зла.
- В этот день бывали, по мнению русского народа, ведьмины посиделки и сборища, на которых они решали, как схватить солнце да сжить его с белого света. Нельзя в этот день сквернословить — не то ведьмы с неба упадут прямо на голову хулигана. Нельзя было и веник на крыльце оставлять — не то ведьмы утащат.